# Reactor ràpid refrigerat per sodi

Reactor ràpid refrigerat per sodi tipus piscina (SFR)

Un reactor ràpid refrigerat per sodi és un reactor de neutrons ràpid refrigerat per sodi líquid.
Les inicials SFR en particular fan referència a dues propostes de reactors de quarta generació, una basada en la tecnologia existent de reactors refrigerats per metall líquid (LMFR) que utilitza combustible d'òxid mixt (MOX) i una basada en el reactor ràpid integral alimentat amb metall.
S'han construït diversos reactors ràpids refrigerats per sodi i alguns estan en funcionament, especialment a Rússia. Altres estan en fase de planificació o en construcció. Per exemple, el 2022, als EUA, TerraPower (utilitzant la seva tecnologia Traveling Wave) té previst construir els seus propis reactors juntament amb l'emmagatzematge d'energia de sal fosa en col·laboració amb el disseny de reactors ràpids integrals PRISM de GEHitachi, sota el Natrium. denominació a Kemmerer, Wyoming.
A part de l'experiència russa, el Japó, l'Índia, la Xina, França i els EUA estan invertint en la tecnologia.

## Cicle del combustible
El cicle del combustible nuclear empra un reciclatge complet d'actínids amb dues opcions principals: una és de mida intermèdia (150-600 MWe) reactor refrigerat per sodi amb combustible d'aliatge d'urani - plutoni - actínid menor - zirconi metàl·lic, recolzat en un cicle del combustible basat en el reprocessament pirometal·lúrgic en instal·lacions integrades amb el reactor. El segon és mitjà a gran (500-1.500 MWe) reactor refrigerat per sodi amb combustible mixt d'òxid d'urani i plutoni, recolzat per un cicle de combustible basat en un processament aquós avançat en una ubicació central que serveixi múltiples reactors. La temperatura de sortida és d'aproximadament 510-550 °C per a tots dos.

## Refrigerant de sodi

Diagrama esquemàtic que mostra la diferència entre els dissenys Pool i Loop d'un reactor de reproducció ràpida de metall líquid

El sodi metàl·lic líquid es pot utilitzar per transportar la calor del nucli. El sodi només té un isòtop estable, el sodi-23, que és un absorbent de neutrons feble. Quan absorbeix un neutró produeix sodi-24, que té una semivida de 15 hores i es desintegra a l'isòtop estable magnesi-24.
Els dos enfocaments principals de disseny dels reactors refrigerats per sodi són el tipus de piscina i el tipus de bucle.
En el tipus de piscina, el refrigerant primari es troba al recipient principal del reactor, que inclou, per tant, el nucli del reactor i un intercanviador de calor. Als EUA EBR-2, i a França Phénix i altres van utilitzar aquest enfocament, i l'utilitzen el Prototype Fast Breeder Reactor de l'Índia i el CFR-600 de la Xina.
En el tipus de bucle, els intercanviadors de calor es troben fora del dipòsit del reactor. La Rapsodie francesa, British Prototype Fast Reactor i altres van utilitzar aquest enfocament.

## Avantatges
Tots els reactors ràpids tenen diversos avantatges respecte a la flota actual de reactors a base d'aigua, ja que els fluxos de residus es redueixen significativament. De manera crucial, quan un reactor funciona amb neutrons ràpids, és molt més probable que els isòtops del plutoni es fissionin en absorbir un neutró. Així, els neutrons ràpids tenen una probabilitat menor de ser capturats per l'urani i el plutoni, però quan són capturats, tenen una probabilitat molt més gran de provocar una fissió. Això vol dir que no existeix l'inventari de residus transurànics dels reactors ràpids.

## Desavantatges
Un desavantatge del sodi és la seva reactivitat química, que requereix precaucions especials per prevenir i suprimir incendis. Si el sodi entra en contacte amb l'aigua, reacciona per produir hidròxid de sodi i hidrogen, i l'hidrogen es crema en contacte amb l'aire. Aquest va ser el cas de la central nuclear de Monju en un accident de 1995. A més, la captura de neutrons fa que esdevingui radioactiu; encara que amb una vida mitjana de només 15 hores.